# Šarani (Gornji Milanovac)
Šarani (Servisch cyrillisch Шарани) is een plaats in de Servische gemeente Gornji Milanovac. De plaats telt 344 inwoners (2002).